# Calycotropis minuartioides
Calycotropis minuartioides är en nejlikväxtart som beskrevs av Porphir Kiril Nicolai Stepanowitsch Turczaninow. Calycotropis minuartioides ingår i släktet Calycotropis och familjen nejlikväxter. Inga underarter finns listade i Catalogue of Life.